# Divišova jeskyně
Divišova jeskyně je jeskyně v malém vápencovém lomu u obce Týnčany v okrese Příbram. Je vytvořena ve skoupských vápencích devonského stáří. Objevena byla v roce 1973.
Jeskyně je součástí systému, který dohromady čítá na 19 jeskyní o celkové délce přes 270 m. Její délka včetně zatopených prostor činí 82 metrů.
V těsném sousedství se nachází jeskyně Velikonoční, zvaná též Dvořákova, objevená roku 1974, která s ní původně tvořila jeden celek. Divišova jeskyně má puklinovitý charakter, prostory jsou tedy velmi úzké a nízké. Délka všech prostor činí 115 m, což z ní činí nejdelší jeskyni Týnčanského krasu.V roce 2015 nalezli místní speleologové v prostoru Divišovy jeskyně další prostory včetně malého dómu, čímž se známá délka opět o něco zvýšila.
Obě jeskyně jsou běžně nepřístupné z důvodu zimování kolonie vrápence malého.

## Fotogalerie

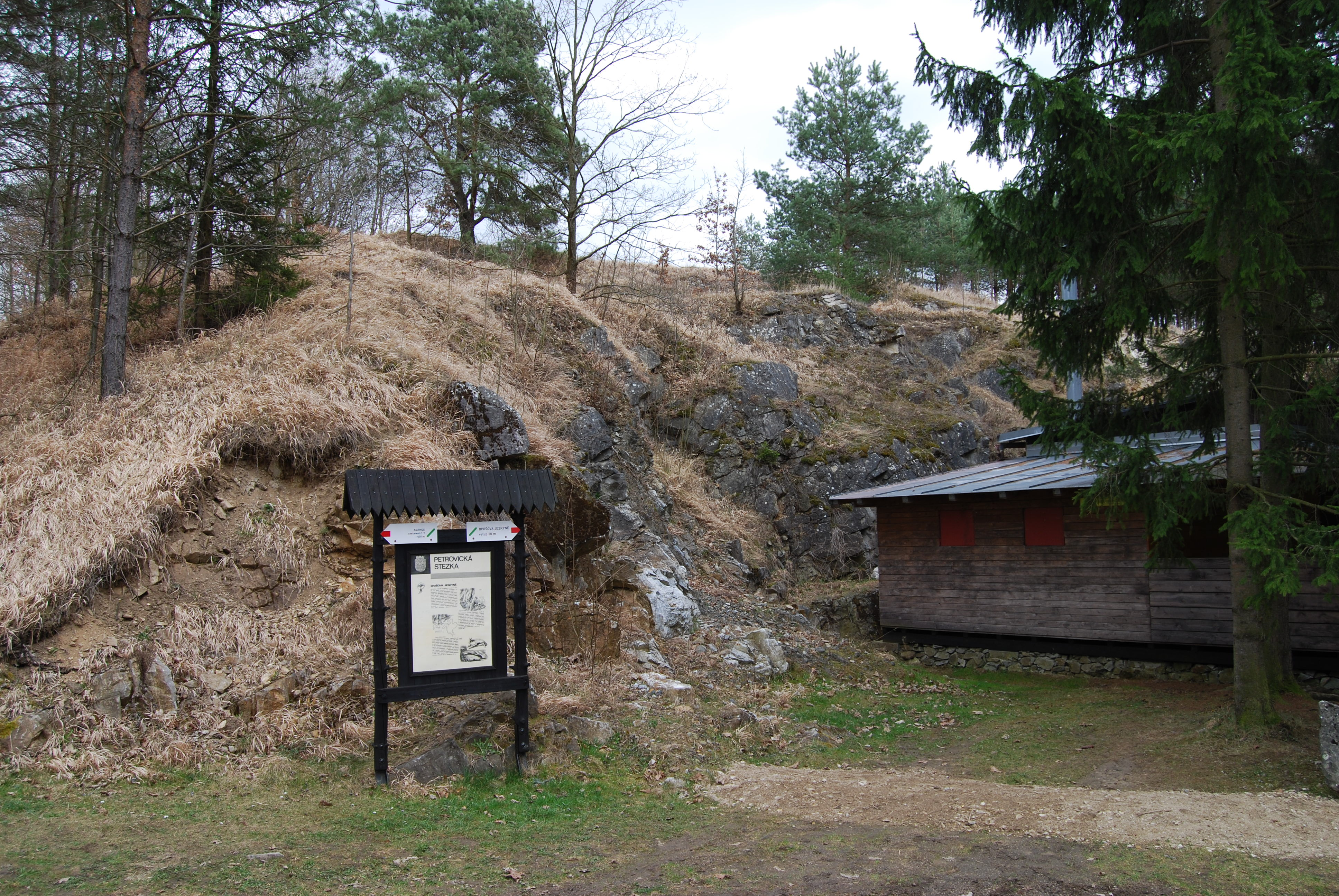
Přístřešek před vstupem do Divišovy jeskyně
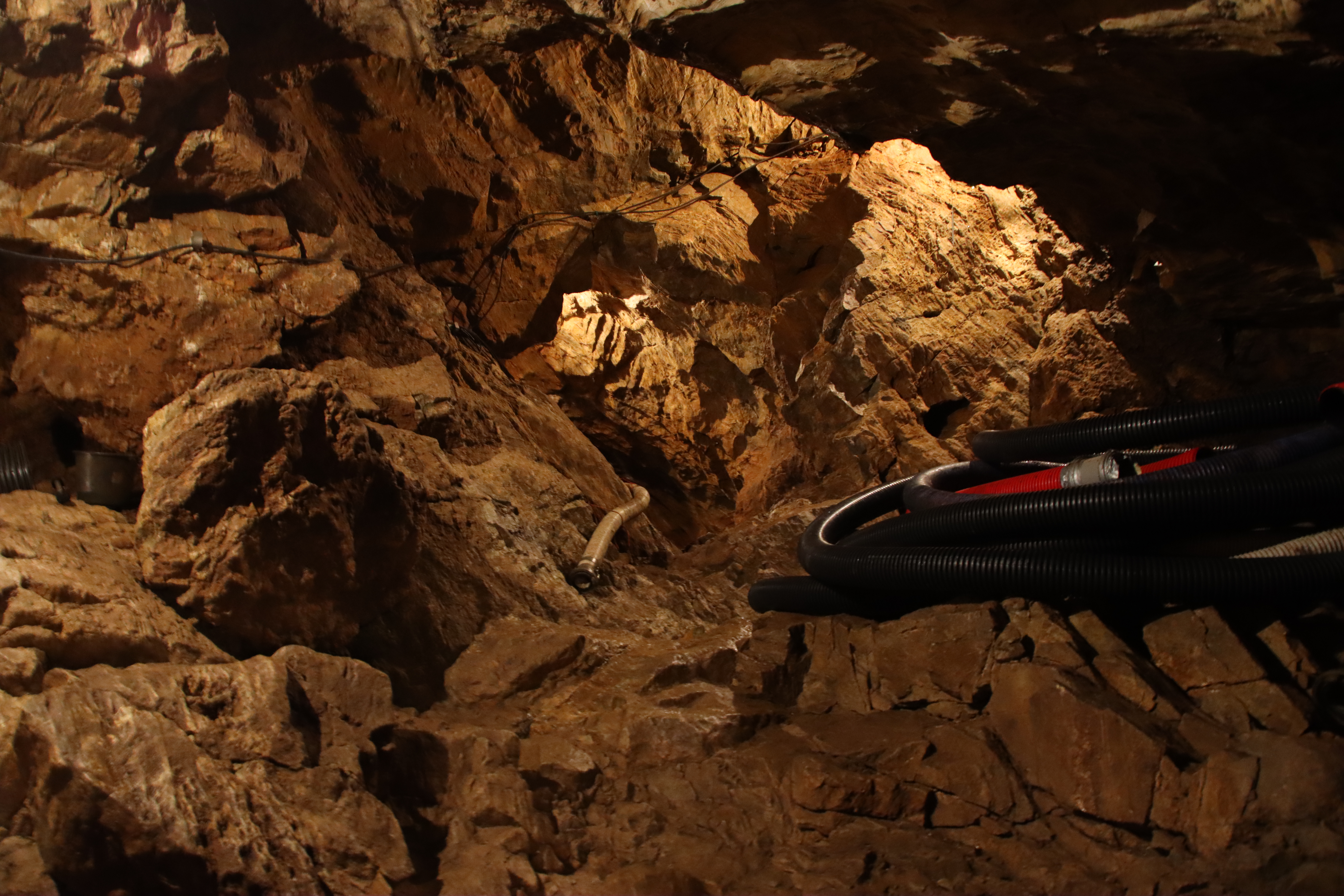
Vstupní prostora jeskyně
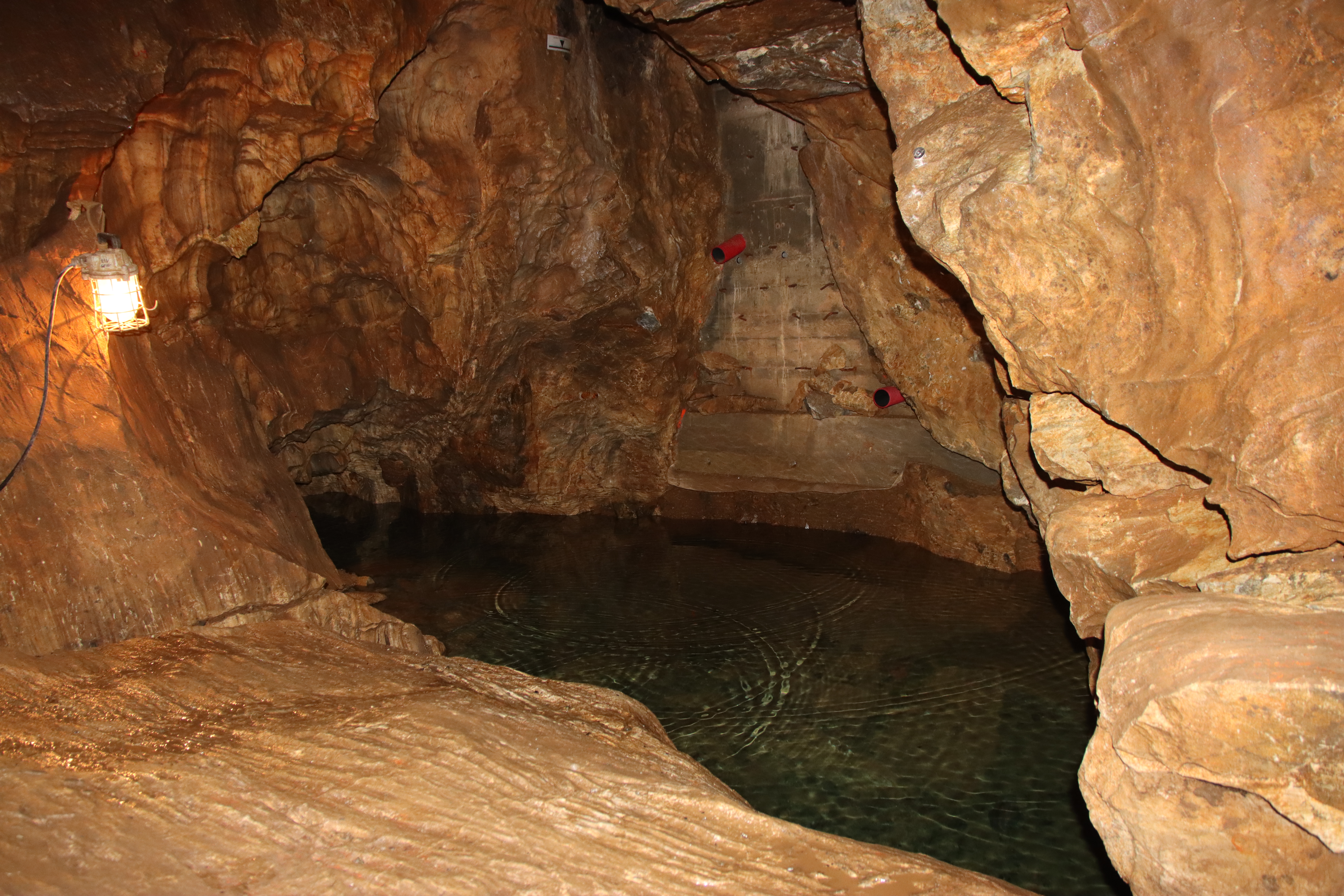
Jezírko
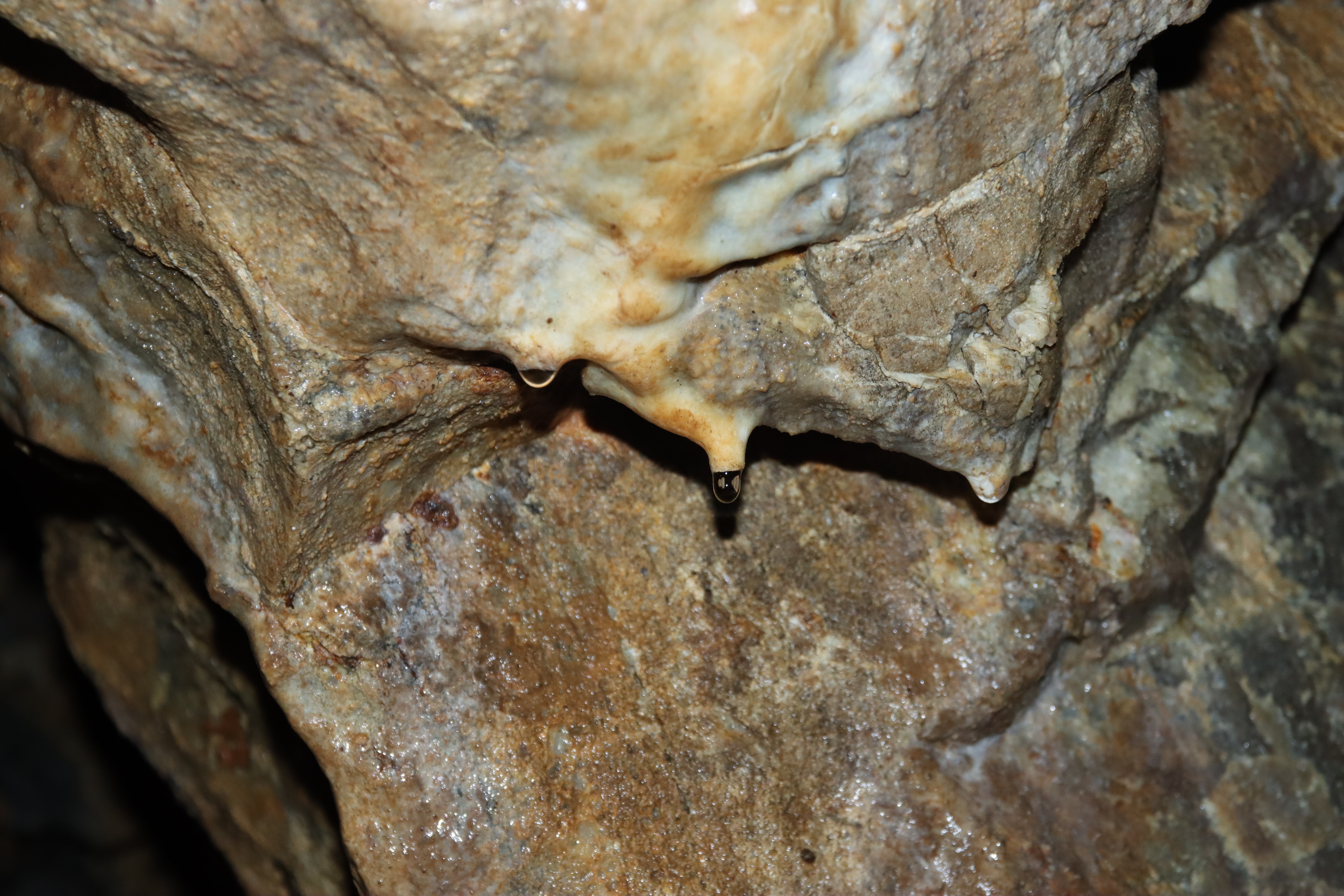
Drobná krápníková výzdoba
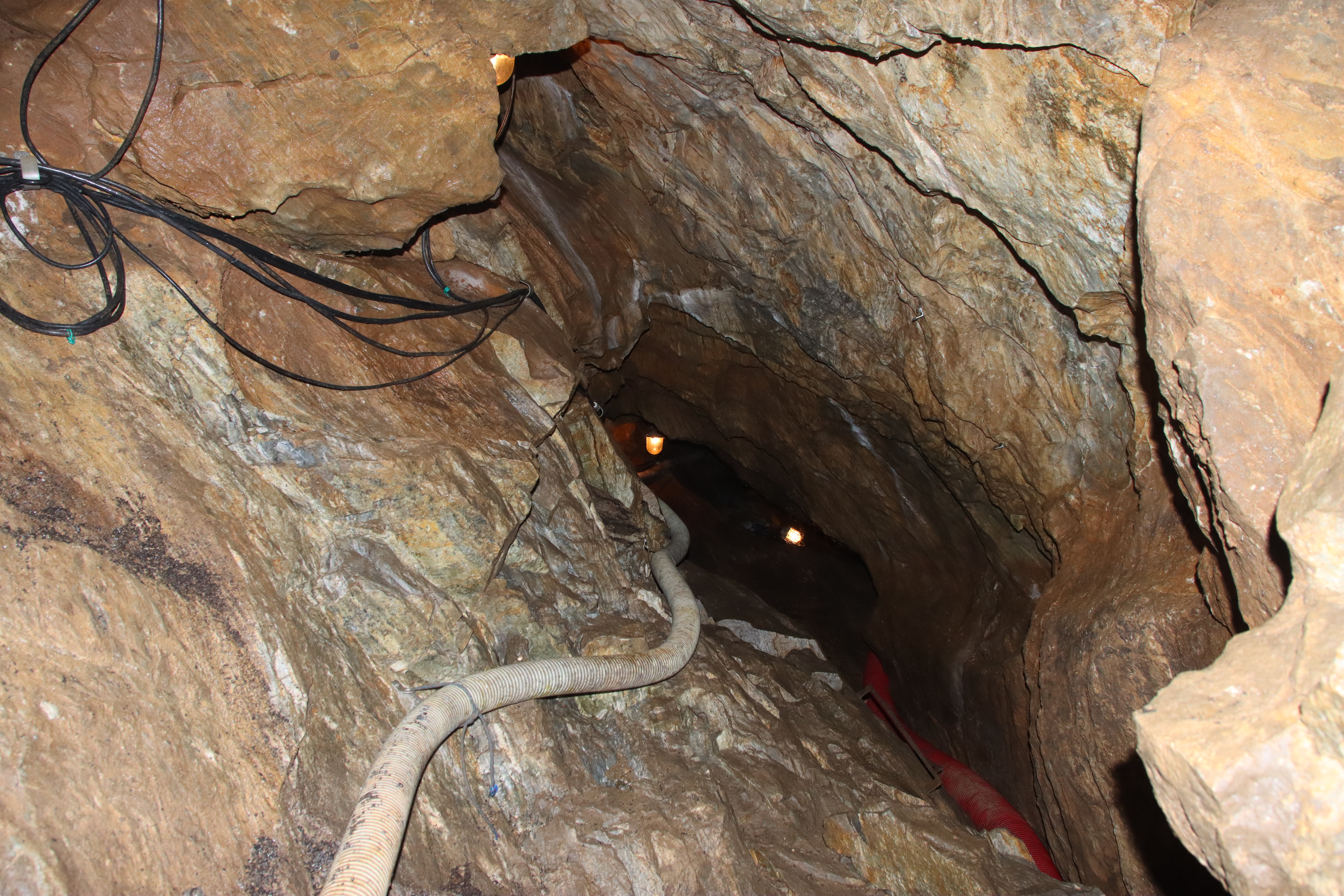
Chodba jeskyně
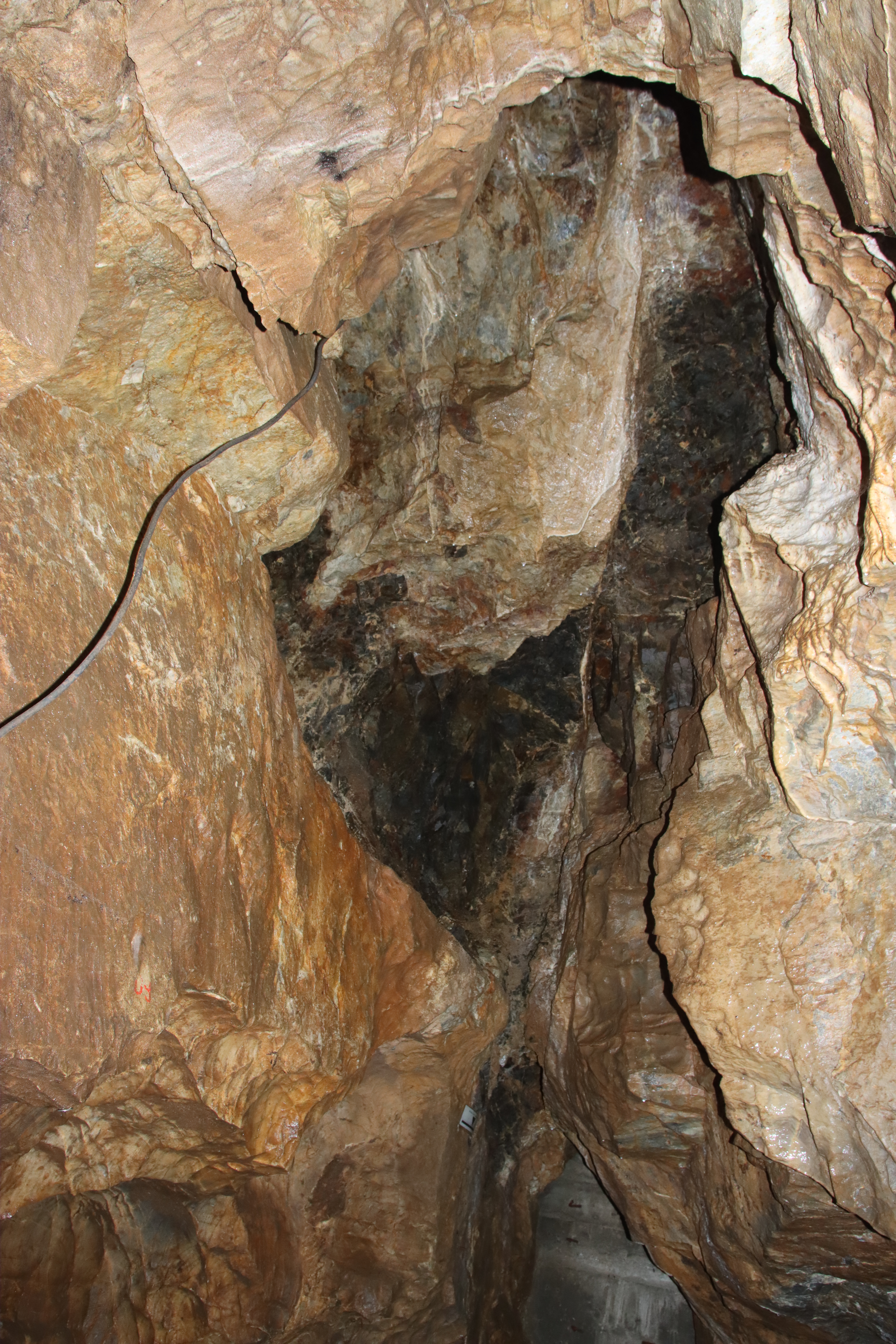
Komín s patrným přechodem do břidlic
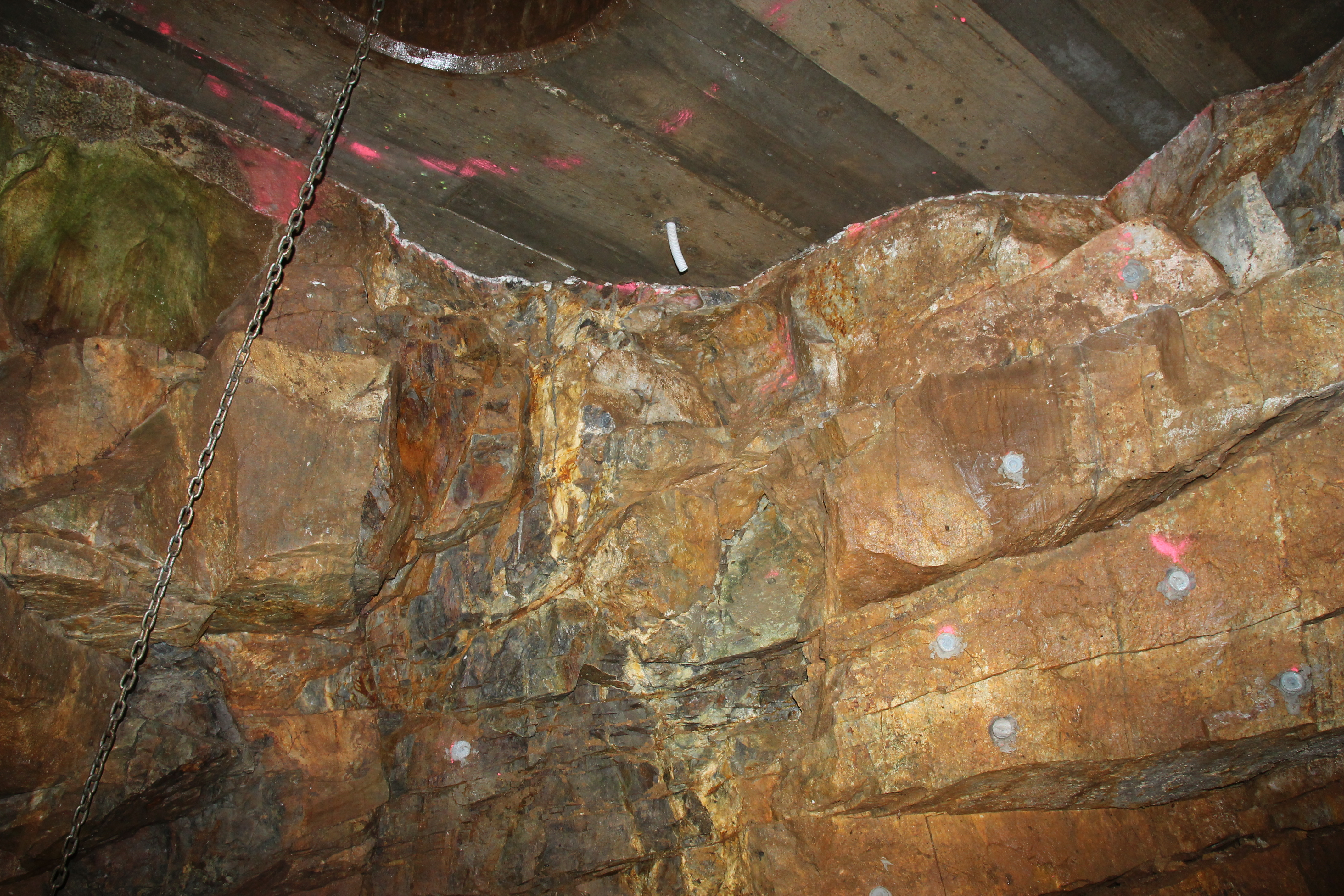
Dvořákova-Beznadějná jeskyně
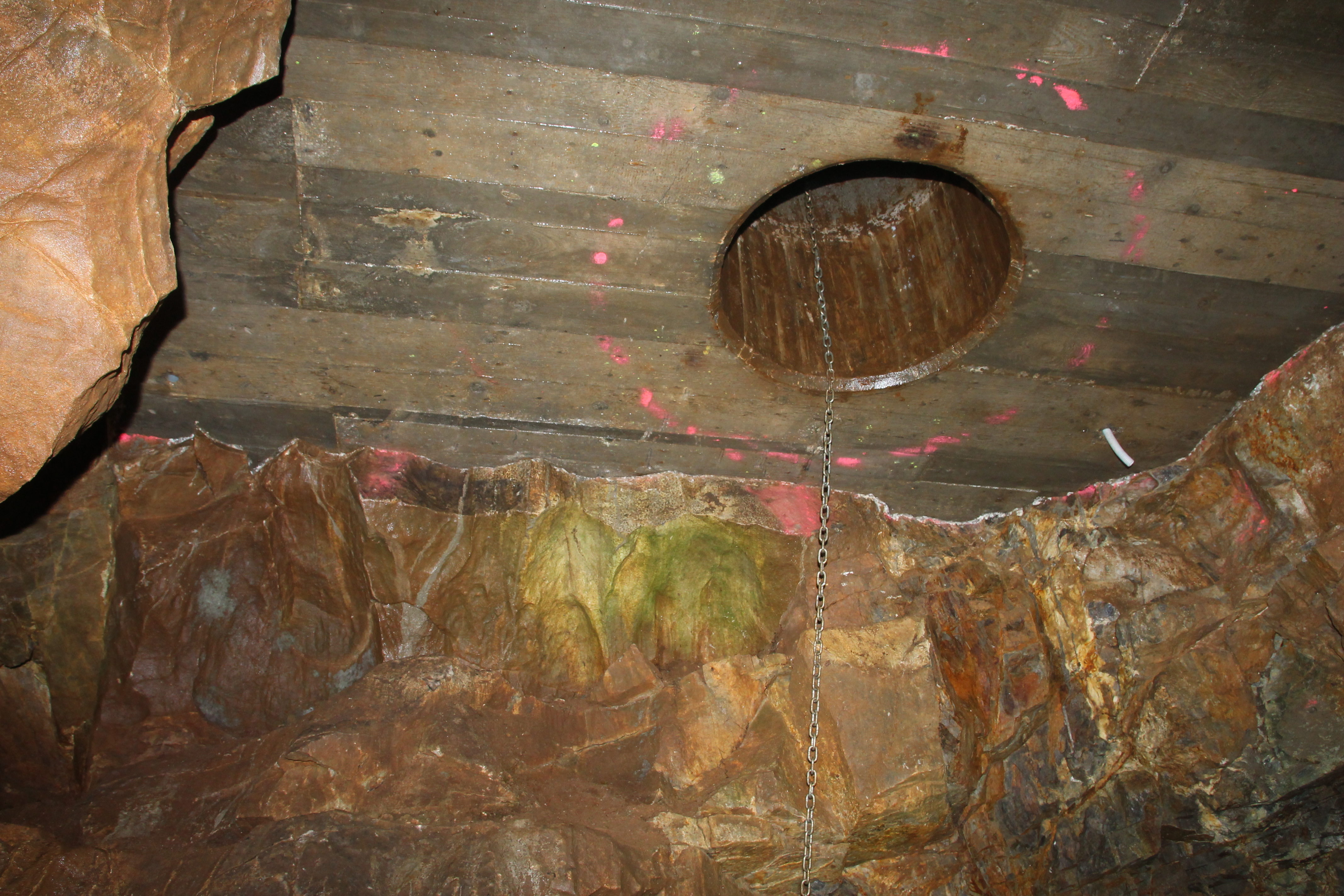
Železobetonový strop v Dvořákově-Beznadějné jeskyni